# Brazilské letectvo
Brazilské letectvo (portugalsky Força Aérea Brasileira – FAB; vzdušné síly Brazílie), je součástí největších ozbrojených sil v regionu Latinské Ameriky. Představuje největší letectvo na jižní polokouli a druhé největší letectvo v Americe. Vlastními leteckými složkami disponuje i brazilská armáda a brazilské námořnictvo.

## Historie

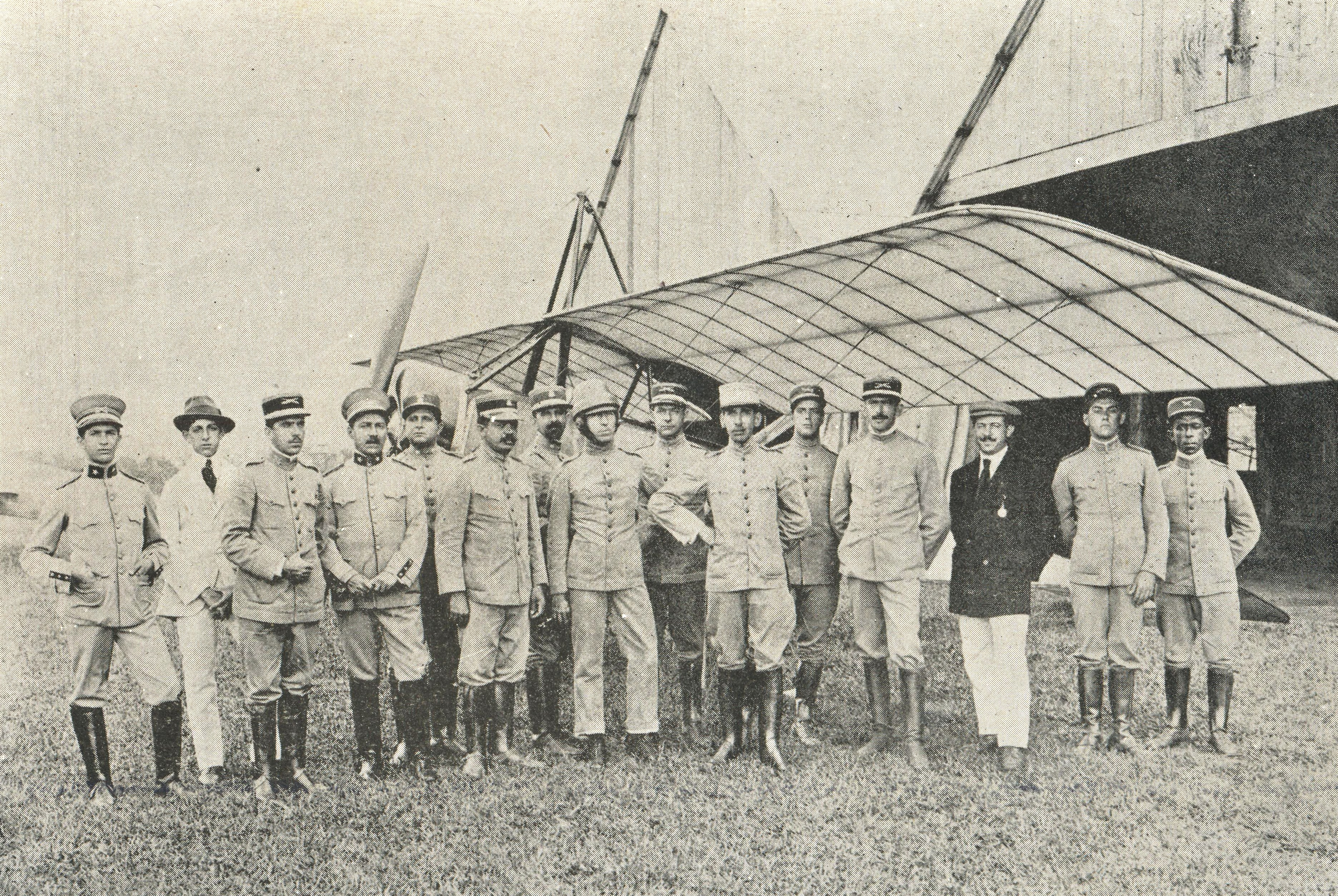
Brazilští letci s letounem Morane-Saulnier L nasazení v konfliktu Contestado War. Ricardo Kirk je osmý zleva.

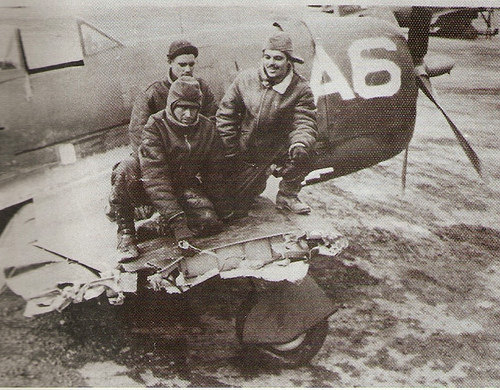
Brazilský P-47 Thunderbolt přistál v Pise vážně poškozený srážkou s komínem

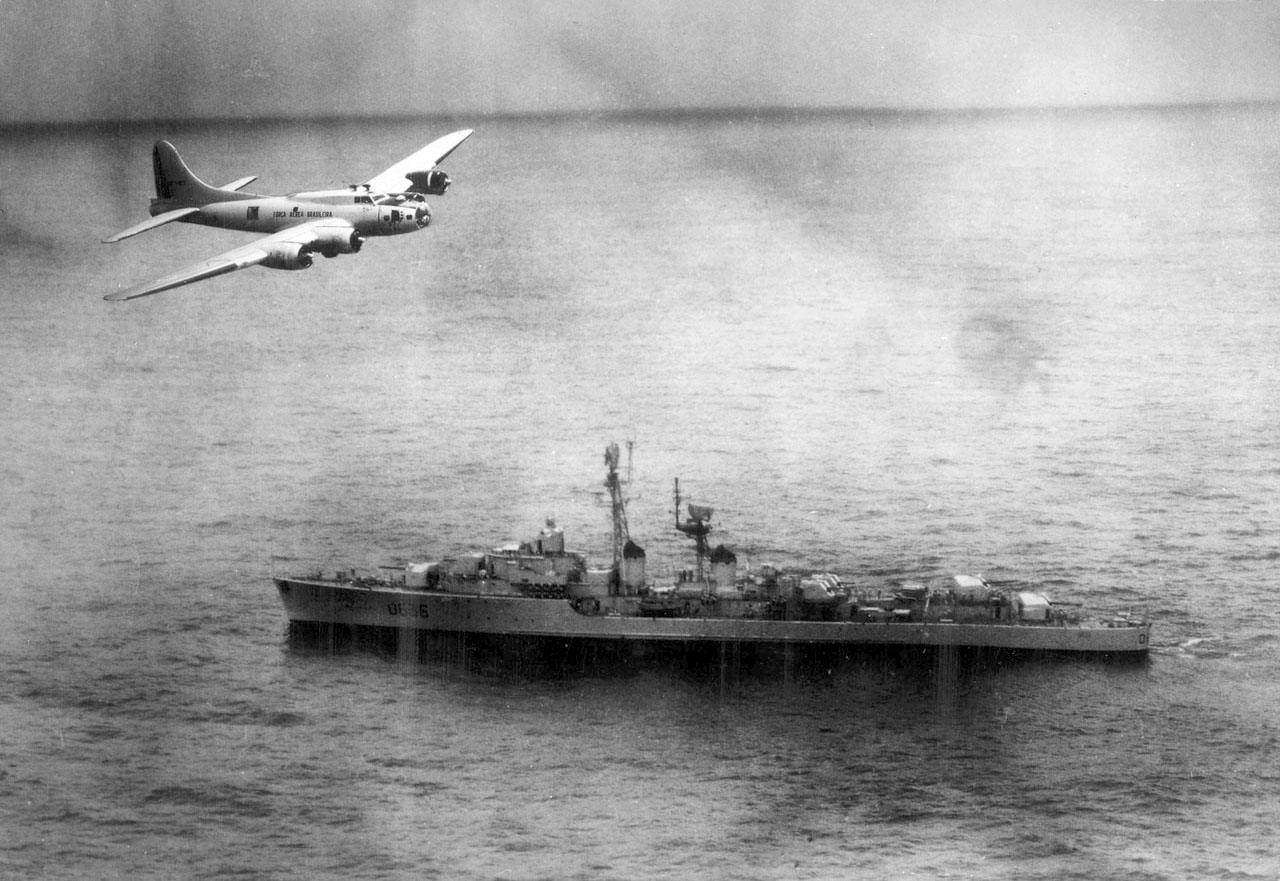
Brazilský hlídkový letoun B-17 v roce 1963 přelétá na francouzským torpédoborcem Tartu (D636)

Kořeny brazilského vojenského letectví sahají do doby paraguayské války (1864-1870). Roku 1867 do Brazílie přicestovali američtí bratři John a Ezra Allenovi, kteří předtím za americké občanské války sloužili na straně Unie jako balonáři. Na základě smlouvy s brazilskou armádou prováděli průzkum pomocí upoutaných balonů. Po válce zájem o balonové létání opadl. O desítky let později pozornost k letectví přivedl brazilský průkopník letectví Alberto Santos-Dumont. Civilní i vojenští představitelé usilovali o založení leteckých škol a rozvoj leteckého průmyslu.
Dne 22. října 1912 se Ricardo Kirk naučil létat jako první důstojník brazilské armády. Později spoluzaložil armádní leteckou akademii. V letech 1912–1916 Kirk s dalšími brazilskými piloty prováděli průzkumné lety v rámci vnitřního konfliktu zvaného Contestado War. Dne 1. března 1915 Kirk smrtelně havaroval s jednoplošníkem Morane. Padl jako první brazilský pilot.
Roku 1916 bylo založeno brazilské námořní letectvo. Letouny působily i ve prospěch armády armády. Za první světové války několik brazilských pilotů působilo v řadách Britského královského letectva. Ve třicátých letech se objevily požadavky na sloučení leteckých složek námořnictva a armády. Dne 20. ledna 1941 bylo založeno ministerstvo letectví a sloučením personálu, letadel a zařízení armády a námořnictva vzniklo brazilské letectvo. V té době již probíhala druhá světová válka. Dne 22. srpna 1942 se do ní Brazílie zapojila na straně Spojenců. Spojenecké letouny využívaly brazilská letiště, brazilské letectvo provádělo námořní hlídkování na ochranu spojeneckých konvojů a zapojilo se i do italské kampaně. V rámci Brazilských expedičních sil (Força Expedicionária Brasileira, FEB) v Itálii bojovala 1. stíhací letecká skupina, vyzbrojená stíhacími letouny Republic P-47 Thunderbolt. Velmi často se zapojovala do útoků na pozemní cíle.
Po válce letectvo získalo své první proudové letouny, kterými byly roku 1952 objednané britské Gloster Meteor. Bombardovací letouny Boeing B-17 Flying Fortress letectvo provozovalo do roku 1968, přičemž ke konci sloužily k námořnímu hlídkování. Například během tzv. langustové války (portugalsky: Guerra da Lagosta) s Francií v letech 1961–1964 monitorovaly francouzské válečné lodě.
Roku 1960 byla do služby přijata první brazilská letadlová loď Minas Gerais (A11). Z její paluby nejdříve operovaly letadla a vrtulníky letectva. Roku 1965 bylo námořnictvu umožněno provozovat vrtulníky, ale letouny s pevným křídlem letectvo provozovalo i poté.

## Letecká technika

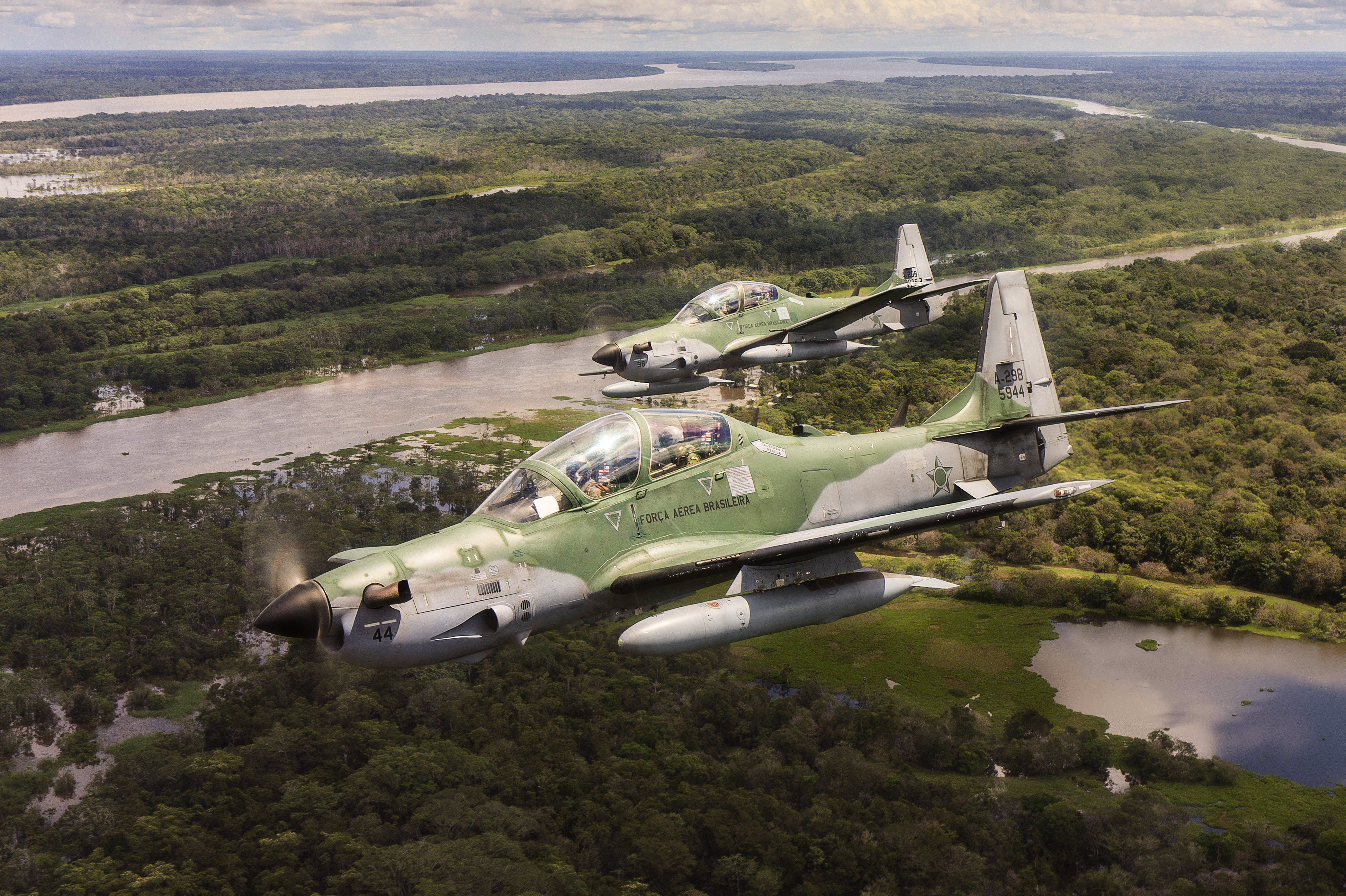
A-29 Super Tucano

### Super Tucano
Úspěšná civilní výroba letecké společnosti Embraer je v současnosti rozšířena o vojenskou výrobu, která díky svým vývojovým kapacitám a zahraniční spolupráci získává na důležitosti a do značné míry umožňuje uspokojit domácí poptávku. Předpokládaná hodnota brazilských zbrojních programů plánovaných do roku 2030 má dosáhnout 74 miliard dolarů. Na exportní úspěchy cvičných vrtulových letounů společnosti Embraer navázal víceúčelový cvičně-bojový typ EMB 314 / A-29 Super Tucano. Poptávku domácích vzdušných sil ve výši 99 letounů následovalo úspěšné zavedení do služby a nasazení proti organizovanému zločinu na území Brazílie.

### Stíhací letouny
Ve srovnání s obměnou či modernizací jiných druhů letecké výzbroje představovala pro brazilské letectvo dlouhodobý problém náhrada zastaralých stíhacích letounů Mirage IIIE/B. Program na pořízení nového typu letounu, pojmenovaný F-X a spuštěný na začátku nového tisíciletí, se ovšem nedařilo uskutečnit a jako dočasné řešení byl zvolen pronájem. Smlouva mezi Francií a Brazílií byla podepsána 15. července 2005 a brazilské vzdušné síly tak získaly 12 strojů Mirage 2000C/B. K obnovení programu došlo pod názvem F-X2 v září 2007, přičemž specifikace zahrnovaly dodání 36 nadzvukových letounů, které by do roku 2022 nahradily stroje Mirage 2000 a F-5 Tiger II.
Do soutěže byly přihlášeny stroje předních světových výrobců – např. Boeing F/A-18E/F, Dassault Rafale, Eurofighter Typhoon, Lockheed Martin F-16BR, SAAB Gripen a Suchoj Su-35. Za favorita užšího finále, ve kterém se nacházely typy Gripen NG, Rafale a F/A-18E/F, byl v říjnu 2008 považován francouzský typ, což měla v září následujícího roku potvrdit smlouva o spolupráci v oblasti vojenské techniky mezi brazilským prezidentem da Silvou a francouzským prezidentem Sarkozym. Ani tato podoba programu stíhacích letounů však neměla být definitivní. Z řad letectva se totiž ozývaly hlasy, které preferovaly švédské letouny z důvodu nižší pořizovací ceny i provozních nákladů. Program byl tedy v roce 2011 znovu pozastaven.
Ruské letouny Su-35 byly sice ze soutěže vyřazeny, ale Suchoj přišel s nabídkou zapojení brazilského průmyslu do vývoje a výroby stíhacího letounu páté generace T-50 PAK FA. Podobná spolupráce probíhá mezi Ruskem a Indií, která bude T-50 licenčně vyrábět v rámci programu FGFA a podílí se též na vývojových pracích. Rozhodnutí o F-X2 odložila prezidentka Dilma Rousseffová na rok 2015. Konečné rozhodnutí v programu F-X2 nicméně padlo již 18. prosince 2013, kdy byl za vítěze vyhlášen švédský Saab Gripen E/F. Akvizice v hodnotě 4,5 miliardy dolarů zahrnuje dodání 36 letounů, transfer všech technologií a nabízí se další možnost spolupráce mezi brazilským a švédským průmyslem.

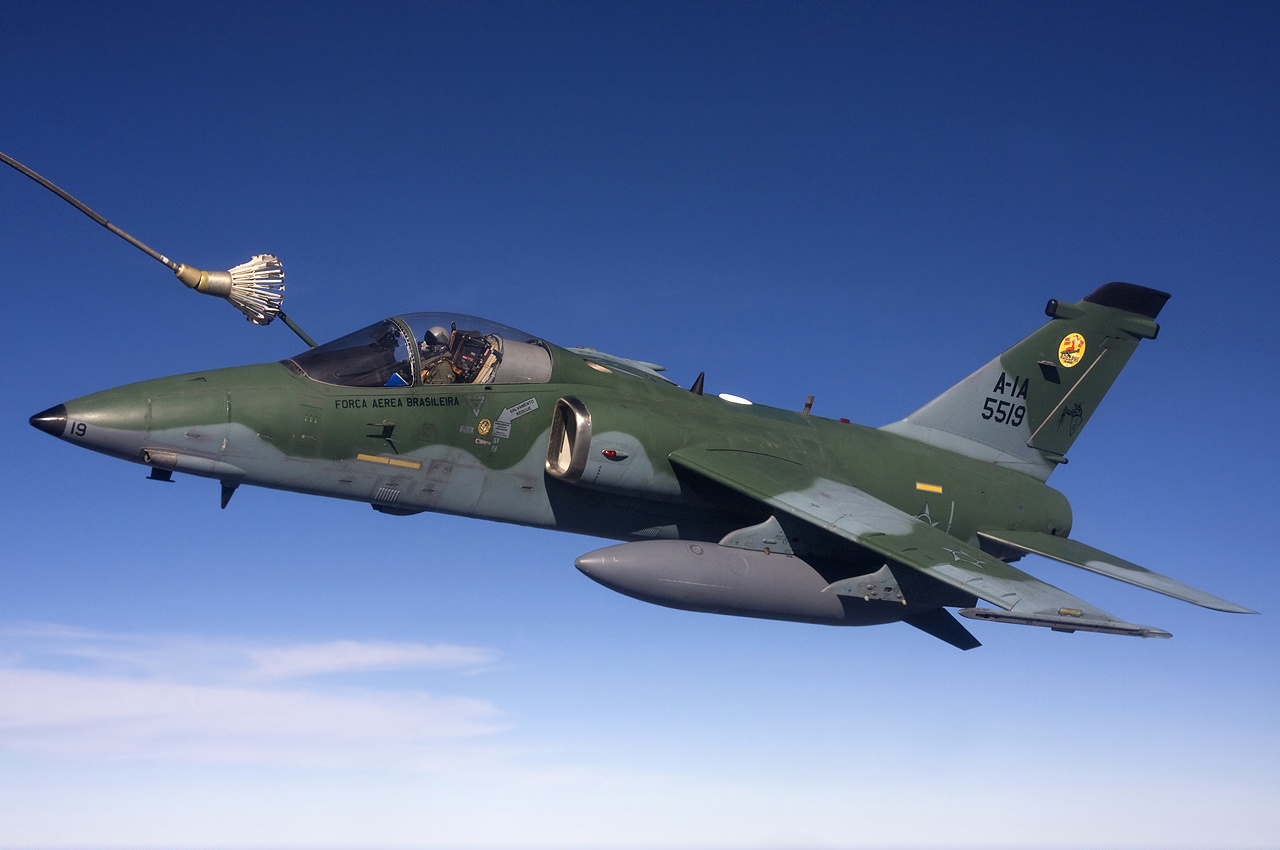
Letoun AMX doplňující palivo za letu

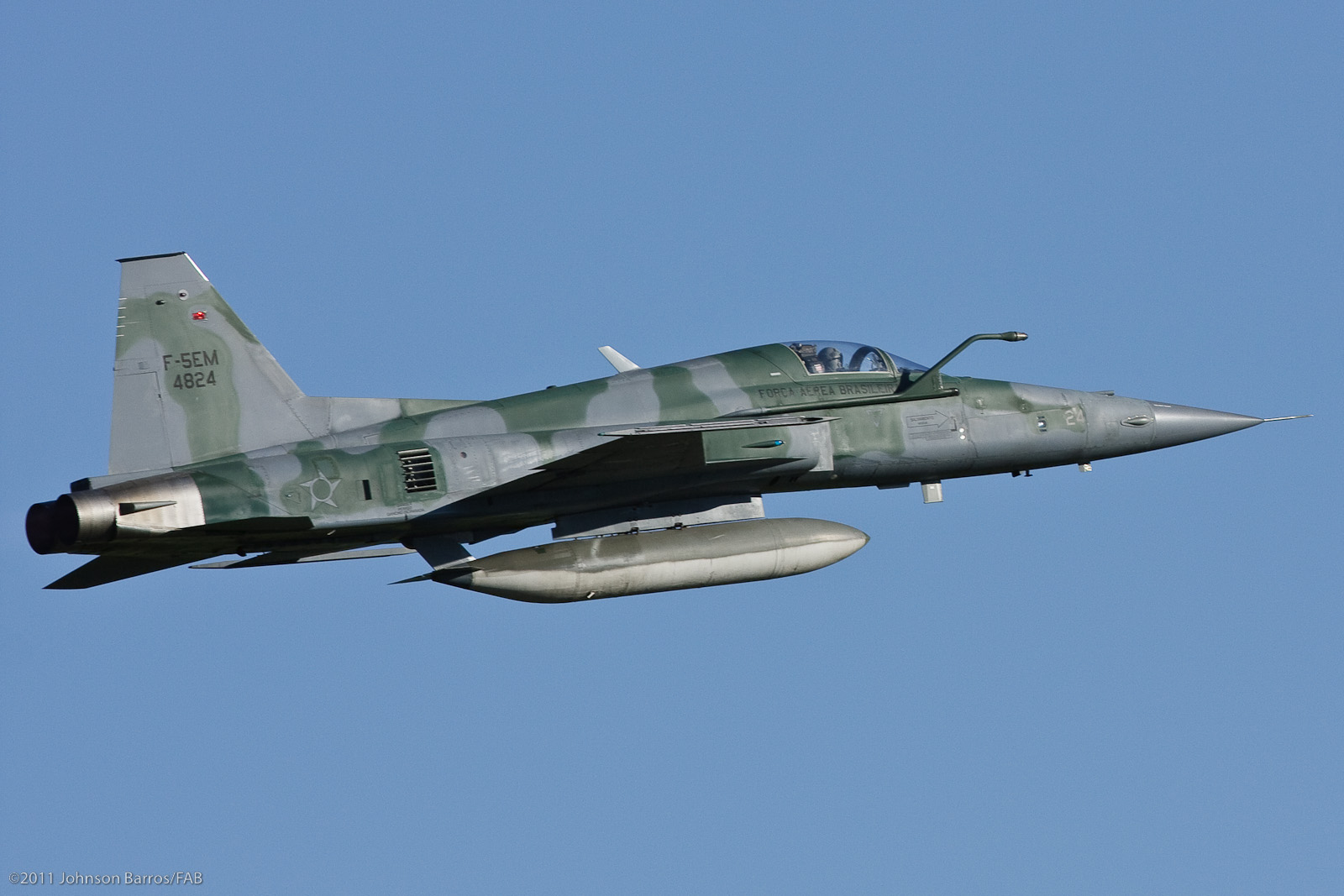
Northrop F-5EM

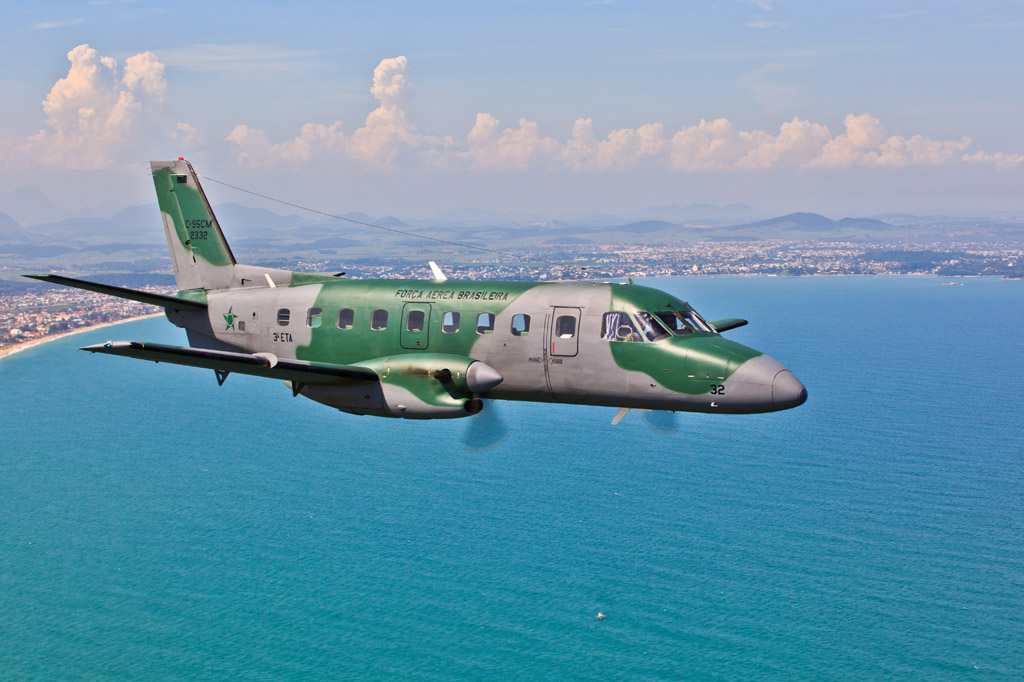
Embraer 110 (C-95CM)

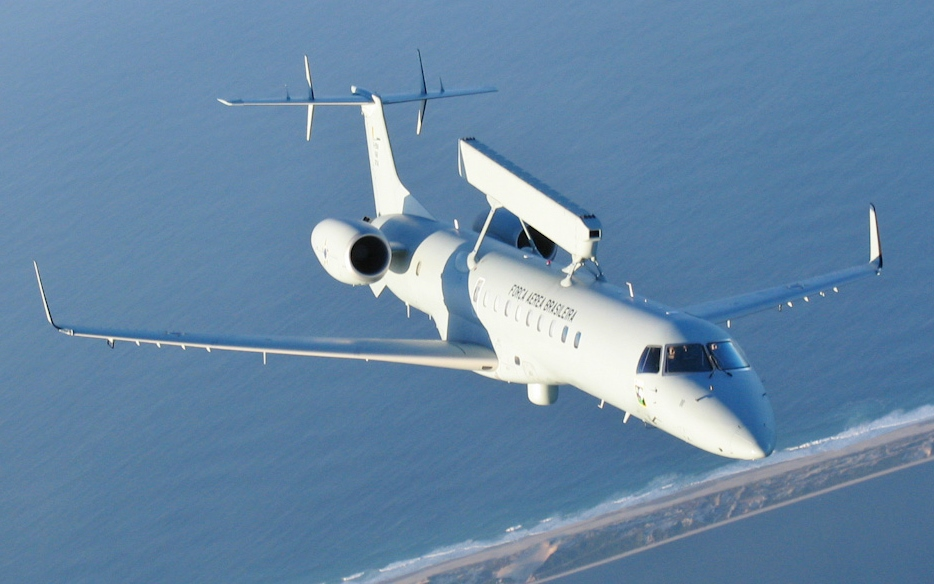
Letoun včasné výstrahy E-99

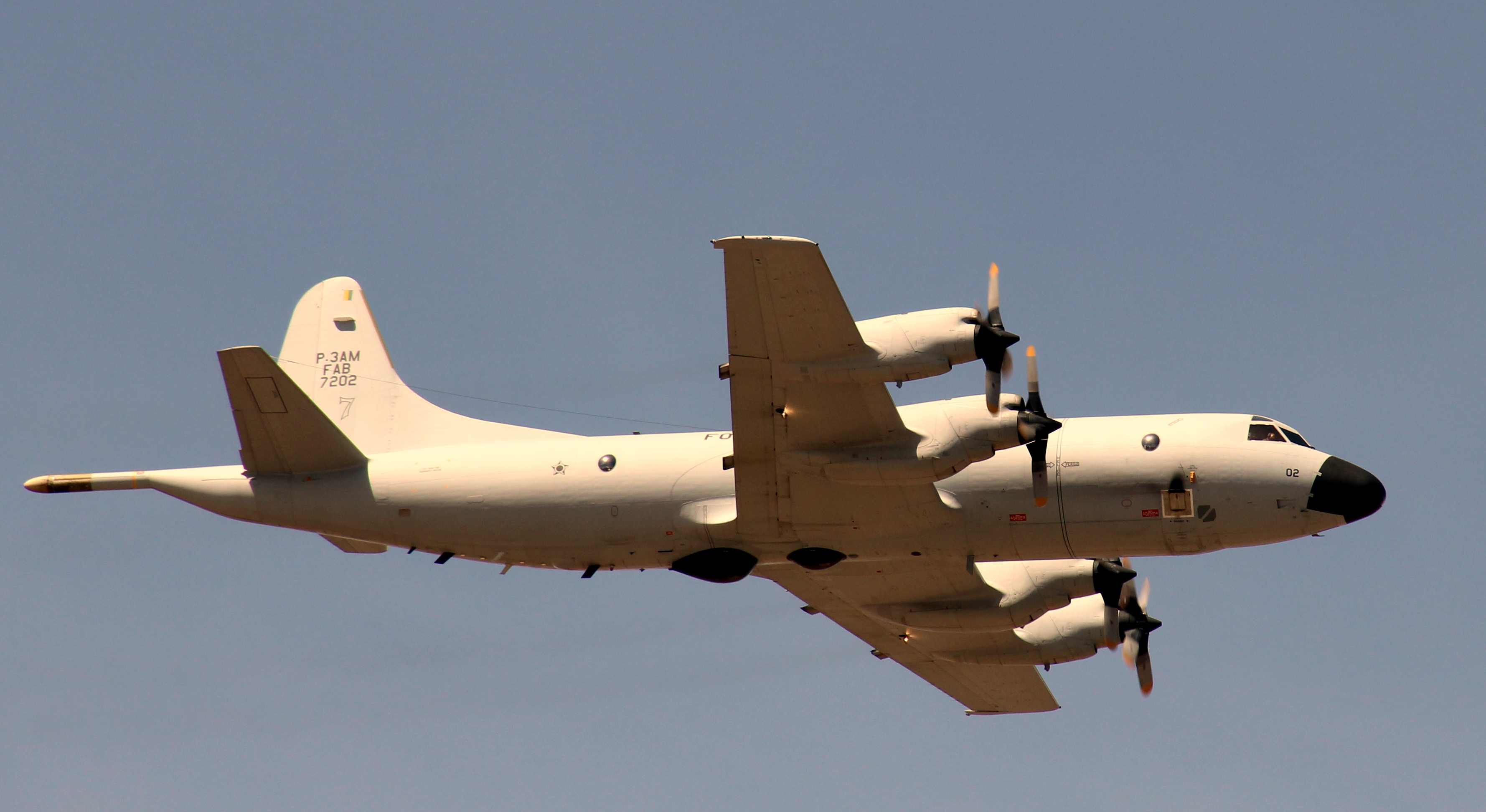
P-3M Orion

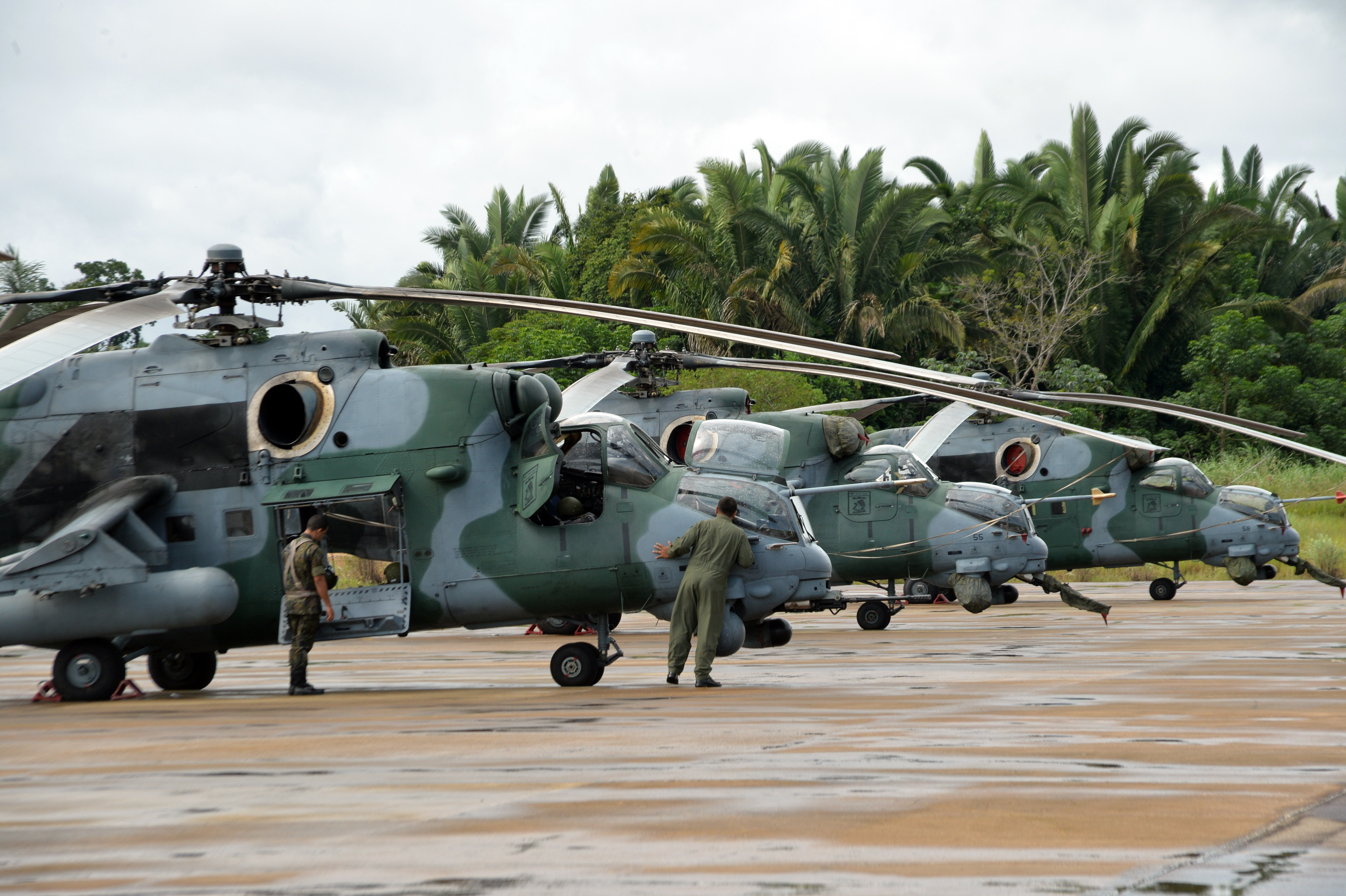
Bitevní vrtulníky Mi-35M

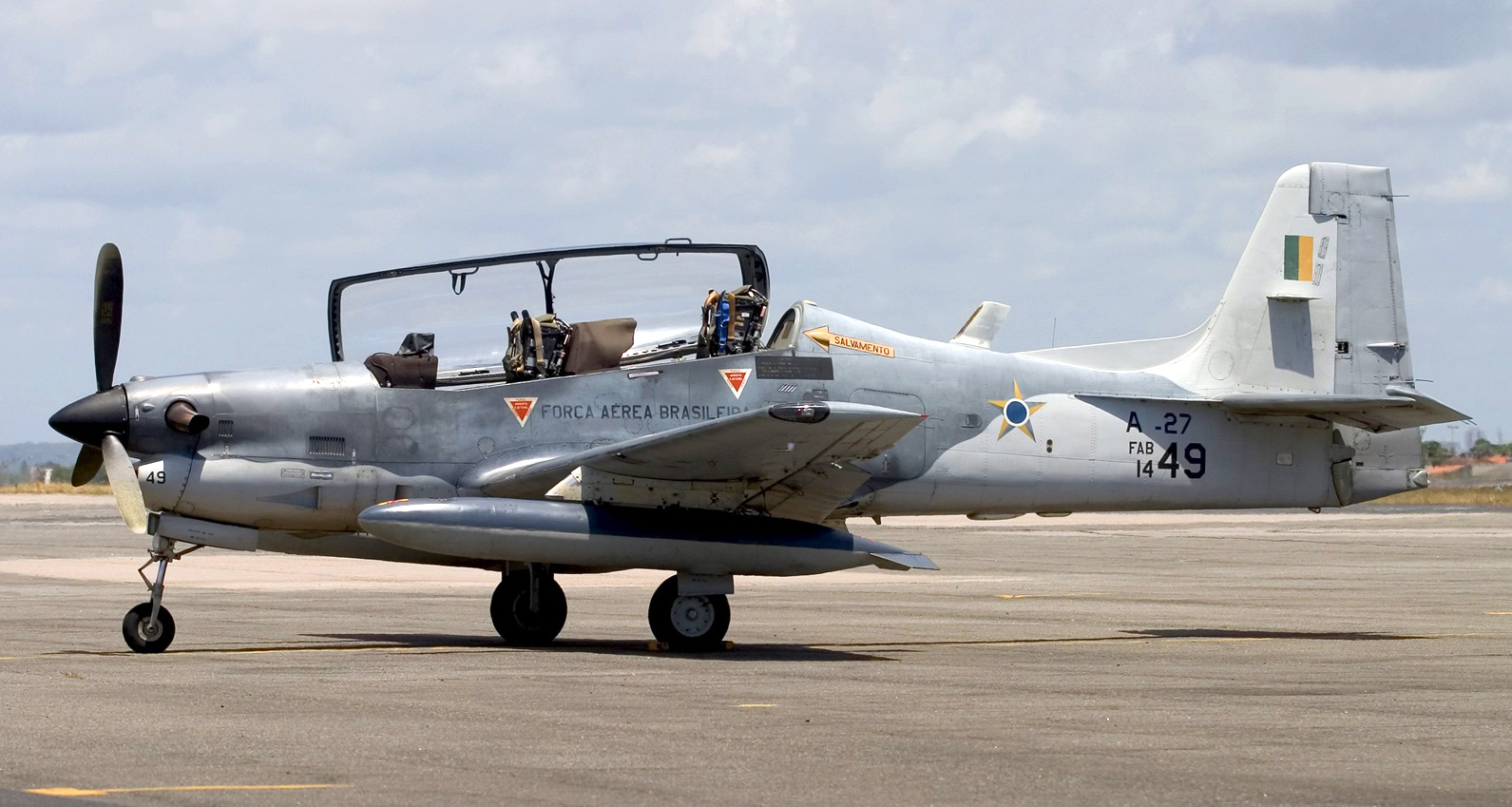
Cvičný letoun Embraer 312

### KC-390
Největší program vojenské výroby v brazilském leteckém průmyslu představuje transportní a tankovací letoun Embraer KC-390. Tyto stroje jsou vyvíjeny od roku 2006 jako náhrada za dosluhující transportní letouny DHC-5 Buffalo, C-130E/H a tankovací KC-130H. Do programu vývoje, výroby a následné akvizice, dotovaného brazilskou vládou, se postupně zapojilo několik jihoamerických (Argentina, Chile, Kolumbie) a evropských států (Portugalsko, Česko – konkrétně Aero Vodochody) i nadnárodních společností (např. BAE Systems či americký Boeing). K prvnímu vzletu mělo dojít v závěru roku 2014 a první zákazníci měli přebírat objednané KC-390 o tři roky později.

### Přehled
Tabulka obsahuje přehled letecké techniky brazilského letectva podle Flightglobal.com.
| Název                          | Fotografie     | Původ              | Určení                       | Verze          | Ve službě      | Objednáno      |                |
| Bojové letouny                 | Bojové letouny | Bojové letouny     | Bojové letouny               | Bojové letouny | Bojové letouny | Bojové letouny | Bojové letouny |
| ------------------------------ | -------------- | ------------------ | ---------------------------- | -------------- | -------------- | -------------- | -------------- |
| AMX-A/T                        |                | Brazílie Itálie    | bitevní letoun               |                | 47             |                |                |
| EMB-314                        |                | Brazílie           | lehký bojový letoun          | A-29           | 31             |                |                |
| F-5 Tiger II                   |                | USA                | stíhací letoun               | F-5EM          | 43             |                |                |
| Gripen E                       |                | Švédsko            | víceúčelový bojový letoun    | JAS 39E        | 5              | 23             |                |
| Dopravní a transportní letouny |                |                    |                              |                |                |                |                |
| C-130 Hercules                 |                | USA                | transportní letoun           | C-130E/H/M     | 12             |                |                |
| CASA C-295                     |                | Španělsko          | transportní letoun           |                | 10             |                |                |
| Cessna 208                     |                | USA                | dopravní letoun              |                | 32             |                |                |
| EMB-110                        |                | Brazílie           | dopravní letoun              |                | 50             |                |                |
| EMB-120                        |                | Brazílie           | dopravní letoun              |                | 20             |                |                |
| ERJ-145                        |                | Brazílie           | dopravní letoun              |                | 6              |                |                |
| KC-390                         |                | Brazílie           | transportní/tankovací letoun |                | 5              | 23             |                |
| Tankovací letouny              |                |                    |                              |                |                |                |                |
| Boeing 767                     |                | USA                | tankovací letoun             | 767 MMTT       |                | 3              |                |
| KC-130                         |                | USA                | tankovací letoun             | KC-130H/M      | 2              |                |                |
| Speciální letouny              |                |                    |                              |                |                |                |                |
| C-130E                         |                | USA                | SAR                          |                | 1              |                |                |
| CASA C-295                     |                | Španělsko          | SAR                          |                | 2              | 3              |                |
| EMB-110                        |                | Brazílie           | kalibrace                    |                | 6              |                |                |
| EMB-110                        |                | Brazílie           | průzkumný letoun             |                | 11             |                |                |
| EMB-110                        |                | Brazílie           | námořní hlídkový letoun      |                | 4              |                |                |
| ERJ-145                        |                | Brazílie           | AEW                          | E-99           | 5              |                |                |
| ERJ-145                        |                | Brazílie           | průzkumný letoun             | R-99           | 3              |                |                |
| Hawker 800                     |                | Spojené království | kalibrace                    |                | 4              |                |                |
| Learjet 35                     |                | USA                | průzkumný letoun             |                | 6              |                |                |
| Legacy 500                     |                | Brazílie           | kalibrace                    |                |                | 6              |                |
| P-3 Orion                      |                | USA                | námořní hlídkový letoun      |                | 8              |                |                |
| Vrtulníky                      |                |                    |                              |                |                |                |                |
| AS332                          |                | Francie            | víceúčelový vrtulník         |                | 5              |                |                |
| AS350                          |                | Francie            | víceúčelový vrtulník         |                | 26             |                |                |
| AS355                          |                | Francie            | víceúčelový vrtulník         |                | 4              |                |                |
| Bell 205                       |                | USA                | víceúčelový vrtulník         |                | 2              |                |                |
| Bell 206                       |                | USA                | víceúčelový vrtulník         |                | 1              |                |                |
| H225M                          |                | Francie            | transportní vrtulník         |                | 5              | 11             |                |
| Mi-35                          |                | Rusko              | bitevní vrtulník             |                | 12             |                |                |
| S-70/UH-60                     |                | USA                | víceúčelový vrtulník         | S-70/UH-60L/M  | 16             |                |                |
| UH-1 Iroquois                  |                | USA                | víceúčelový vrtulník         | UH-1H          | 22             |                |                |
| Cvičná letadla                 |                |                    |                              |                |                |                |                |
| AMX-T                          |                | Brazílie Itálie    | cvičný letoun                |                | 8              |                |                |
| EMB-312                        |                | Brazílie           | cvičný letoun                |                | 104            |                |                |
| EMB-314                        |                | Brazílie           | cvičný letoun                |                | 61             |                |                |
| F-5FM                          |                | USA                | dvoumístný stíhací letoun    |                | 3              |                |                |
| Gripen F                       |                | Švédsko            | dvoumístný stíhací letoun    | JAS 39F        |                | 8              |                |
| P-3 Orion                      |                | USA                | námořní hlídkový letoun      | P-3AM          | 1              |                |                |

## Nasazení
Jak vypadá konkrétní nasazení brazilských letounů v akci proti ilegální činnosti demonstrovalo letectvo například v polovině roku 2011, kdy proběhla v pohraničním pásu od Venezuely až po Uruguay tzv. Operace Ágata. V této kombinované operaci letectva, námořnictva a pozemních sil bylo nasazeno 105 letadel a 35 vrtulníků, což demonstrovalo užitečnost vzdušných sil i proti protivníkům nestátního charakteru. Vojenské letouny byly zapotřebí při útocích na letiště pašeráků ukrytá hluboko v pralesích a při stíhání jejich letadel a vrtulníků. Výsledkem akce bylo 2600 zadržených zločinců, zabaveno bylo 46 500 kg nelegálních pesticidů, 3320 kg marihuany, atd.